# 10325 Bexa
A 10325 Bexa (ideiglenes jelöléssel 1990 WB2) a Naprendszer kisbolygóövében található aszteroida. Eric Walter Elst fedezte fel 1990. november 18-án.